# Orientale
Orientale of Oriental is een voormalige provincie van de Democratische Republiek Congo. Hoofdstad van de provincie is Kisangani. De toenmalige provincie had een oppervlakte van 503.239 km² en telde in juli 1998 een geschat aantal van 5.566.000 inwoners.

## Geschiedenis
De provincie werd opgericht tijdens de Belgische koloniale heerschappij. Van 1933 tot 1947 werd ze naar haar hoofdstad Stanleyville/Stanleystad (nu Kisangani) genoemd. In 1962 werd de provincie opgeheven en werd het gebied opgesplitst in de provincies Opper-Congo (Haut-Congo), Kibali-Ituri en Uele. In 1966 herleefde de provincie in dezelfde omvang. In 1971 werd de provincie hernoemd tot Haut-Zaïre (Haut-Zaire), in 1997 werd dat Haut-Congo, maar nog hetzelfde jaar kreeg ze haar naam van Orientale die tot 2015 behouden zou blijven.
Het gebied is begin 21e eeuw het toneel van grootschalige gevechten tussen het leger en diverse rebellengroeperingen, waaronder strijders uit buurland Rwanda en de beweging M23. 

## Bestuurlijke herindeling
Krachtens de constitutie van 2005 werd de provincie Orientale opgesplitst in de oorspronkelijke vier provincies. De geplande datum was februari 2009, een datum die ruim werd overschreden. De provinciale herindeling ging uiteindelijk pas in juni 2015 in.
Tegenwoordig is de voormalige provincie ingedeeld in vier provincies:
- Bas-Uele met als hoofdstad Buta
- Haut-Uele met als hoofdstad Isiro
- Ituri met als hoofdstad Bunia
- Tshopo met als hoofdstad Kisangani.

* = een stadsprovincie